# Ernst Gradischnig
Ernst Gradischnig (* 1949 in Wiendorf in Kärnten) ist ein österreichischer Maler, Lithograf, Grafiker, Keramiker.

## Leben und Wirken
Ernst Gradischnig studierte von 1972 bis 1974 an der Académie École ABC de Paris. Danach begann er eine Druckgraphische Ausbildung in Salzburg bei Herbert Breiter. Anschließend gründete er im Jahre 1978 seine eigene Lithografiewerkstätte in Klagenfurt. Nach einem Aufenthalt in Paris 1989, erlernte er 1990 die Technik für keramische Wandgestaltung bei Karl Schuessler in Wolfsberg. Seit 1979 führten ihn zahlreiche Studienreisen rund um die Welt, darunter Afrika, Frankreich, Russland, Italien und viele mehr. Er ist Mitglied des Kärntner und Salzburger Kunstvereins und lebt und arbeitet als freischaffender Künstler in Moosburg, Kärnten.
Seine Werke werden seit 1973 in Ausstellungen im In- und Ausland präsentiert und befinden sich unter anderem im Besitz der Albertina Wien, der Landesgalerie Klagenfurt, heute Museum Moderner Kunst Kärnten (MMKK) und der Sammlung des Leopold Museums Wien.
„Mit expressiven Pinselstrichen interpretiert er das Wesen der Natur in unterschiedlichen Lichtsituationen. Diese ästhetischen Bilder zeugen von Positivtät.“ „Seine Werke sind Ausdruck seines an die Sinnlichkeit gebundenes Wissen über das Schöne und Gute. Seine Landschaftsbilder zeigen eine zweite Wirklichkeit, in der die Farben gezielt Akzente setzen und das Atmosphärische entstehen lassen.“

## Ausstellungen
- 1978: Neue Galerie, Villach
- 1982: Galerie Rondula, Lienz/Ost
- 1984: Galerie Welz, Salzburg
- 1985: Galerie Contact, Wien
- 1988: Art House, Bregenz
- 1989: Art Basel, Basel
- 1996: Galerie Moser, Graz
- 1997: Galerie Seifert-Binder, München
- 2003: Galerie Fiegl, St. Pölten
- 2006: Ragan Haus, Bruneck Italien
- 2008: Regierungsgebäude Piazza Oberdan, Triest
- 2014: ZS Art Galerie, Wien
- 2016: Galerie Atelier Berndt, Wolfsberg
- 2019: Galerie Lehner, Wien[5]
- 2022: Galerie Welz, Salzburg